# The Marksman – Zielgenau
The Marksman – Zielgenau (Originaltitel The Marksman) ist ein US-amerikanischer Actionfilm mit Wesley Snipes in der Hauptrolle des „Painters“. Regie führte Marcus Adams.

## Handlung
Schauplatz des Actionfilms ist Russland. Ein großes Kernkraftwerk wird von einer Schar brutaler tschetschenischer Rebellen gestürmt. Sie nehmen Geiseln und wollen das Plutonium entwenden. Da nicht nur russische, sondern auch amerikanische Techniker in der Anlage eingeschlossen sind, fordern die Russen amerikanische Hilfe an. Diese entsenden eine Spezialeinheit der United States Navy SEALs unter der Führung von Lieutenant Painter. Painter soll mit seinen Leuten das Kernkraftwerk elektronisch markieren, damit es bombardiert werden kann. Bald jedoch muss Painter erkennen, dass die USA getäuscht wurden und dazu gebracht werden sollen, ein aktives Kernkraftwerk anzugreifen.

## Synchronisation
Die deutsche Synchronisation erfolgte durch die Firma Scala Media GmbH in München. Dialogregie führte Peter Woratz, das Dialogbuch schrieb Stefan Sidak.

## Kritik
Das Lexikon des internationalen Films urteilte, The Marksman – Zielgenau sei ein „Schießwütiger Actionfilm“, gedreht „nach stereotypen Mustern“.